# Paola Iezzi
Paola Iezzi (Milano, 30 marzo 1974) è una cantautrice, musicista, disc jockey e produttrice discografica italiana.

## Biografia
Si è diplomata al liceo classico dove, come professore di latino, greco e italiano, ha avuto il cantautore Roberto Vecchioni. Suona la chitarra, il basso elettrico e il contrabbasso classico. Sin dagli anni del liceo inizia a cantare con la sorella all'interno di diversi gruppi rock e funk dell'underground milanese, fino a quando vengono notate e ingaggiate da Claudio Cecchetto per affiancare come coriste il gruppo 883 tra gli anni 1995 e 1996.

### Il duo Paola & Chiara
Nel 1996 con la sorella Chiara fonda il duo Paola & Chiara, vince nel 1997 il Festival di Sanremo nella categoria Nuove Proposte con la canzone Amici come prima e inizia la carriera musicale affiancando, saltuariamente, anche esperienze televisive.
Nel 2000 viene pubblicato il singolo di maggiore successo del duo, Vamos a bailar (Esta vida nueva), tratto dall'album Television che ottiene il disco di platino.

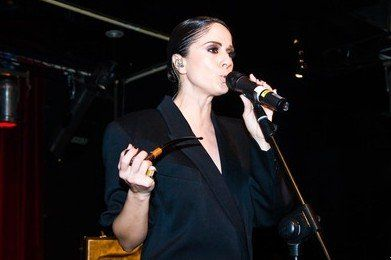
Paola Iezzi nel 2009

Con la canzone vincono il Festivalbar e Un disco per l'estate ed ottengono un notevole successo internazionale anche con le versioni in inglese e in spagnolo del brano, che, a  nove anni dalla sua uscita, nel 2009, viene anche eletto "tormentone estivo degli ultimi 20 anni" dai lettori di TV Sorrisi e Canzoni.
Nel 2012 il The Guardian inserisce il singolo Non puoi dire di no delle sorelle Iezzi tra le dieci migliori canzoni italiane pop degli ultimi 50 anni.
Durante l'estate del 2013, dopo la pubblicazione di otto album in studio e numerose altre opere discografiche, le due artiste annunciano lo scioglimento definitivo del progetto musicale. Il duo tornerà nuovamente attivo soltanto un decennio dopo, in occasione del Festival di Sanremo 2023.

### Carriera solista e attività televisiva
Nel 2009, dopo tredici anni di attività artistica con la sorella, esordisce parallelamente con un progetto solista dal titolo Alone, un brano in lingua inglese dalle atmosfere black, soul e R&B, di cui è produttrice e autrice di musica e parole. L'EP fisico rimane alla prima posizione della classifica dei singoli PMI/nielsen delle etichette indipendenti per 7 settimane di seguito. Il progetto unisce la parte musicale con la parte visiva con un video (candidato al Premio Videoclip Italiano 2009 e Candidato al Premio Italiano Videoclip Indipendenti) girato dal fotografo di moda Paolo Santambrogio che accompagna il disco che sostiene l'iniziativa eco solidale di Life Gate Impatto Zero.
Nel 2010, e per i successivi due anni, partecipa allo spettacolo teatrale-musicale Ostinati & Contrari - La profezia delle onde sulla poetica di Fabrizio De André, ideato e diretto da Sebastiano Filocamo e portato in scena dall'associazione musicoterapica di volontariato La Stravaganza Onlus, il cui ricavato è andato a sostenere le attività di riabilitazione gratuita proposta dall'associazione. Nello stesso anno esce un suo book fotografico Amiche per l'Abruzzo - Pensieri e fotografie con scatti in bianco e nero realizzati a Camarda e San Felice d'Ocre in Abruzzo, allegato al DVD "Amiche per l'Abruzzo", il concerto-evento ideato da Laura Pausini, cui la stessa aveva partecipato l'anno prima.
Nel 2012 Paola partecipa ad un altro progetto musicale con il brano In adorazione di te, un duetto con un artista alternativo, deejay e produttore Stiv, dove oltre a partecipare come cantante al brano co-produce e studia l'idea creativa per il video che accompagna il pezzo musicale che la vede co-protagonista.
Alcuni mesi dopo, pubblica l'EP Xcept You del quale è autrice e interprete e che scrive come colonna sonora per il video della campagna pubblicitaria dello storico marchio di moda italiano Enrico Coveri. La canzone, dalle atmosfere disco-dance degli ultimi anni 70, viene distribuita solo sul digitale. Dallo stesso anno comincia ad essere richiesta come deejay, selettrice musicale ed interprete sia per serate in club e discoteche sia per eventi speciali, specialmente legati al mondo della moda.
Durante l'estate del 2013 conduce su Italia 1 il programma Nord sud ovest est - Tormentoni on the road, insieme a Max Pezzali e Jake La Furia dei Club Dogo. Da novembre partecipa alla stagione 2013-2014 di Quelli che il calcio, condotta da Nicola Savino, sia come ospite ricorrente che come deejay, cantante e inviata. Il 5 dicembre pubblica invece l'EP Se perdo te, reinterpretazione del celebre successo di Patty Pravo, contenente anche la versione in inglese The Time Has Come.
A marzo 2014 partecipa come coach del gruppo di ballo Bad Boys al talent show di Rai 1 La pista, condotto da Flavio Insinna. Nel giugno successivo recita in un breve cameo nel film televisivo Ti amo troppo per dirtelo, diretta dal regista Marco Ponti. Il 6 novembre dello stesso anno pubblica un nuovo EP dal titolo i.Love, formato da tre sue versioni di brani di successo (Get Lucky dei Daft Punk, Live to Tell di Madonna e The Sun Always Shines on TV degli a-ha) e cinque remix delle stesse.
Il 24 giugno 2016 esce un nuovo singolo intitolato Lovenight, contenuto in EP con altre cinque versioni del brano.
Nel novembre seguente recita nella serie TV Untraditional di Fabio Volo, in onda per nove episodi su canale 9 nel ruolo irriverente della ex fidanzata di Volo.
Il 5 dicembre 2017 pubblica l’album natalizio A Merry Little Christmas, il primo della sua carriera.
L’11 ottobre 2018 pubblica il singolo Ridi contenuto in un EP con la versione spagnola e una versione solista di Amoremidai. Il 23 novembre dello stesso anno pubblica una nuova edizione dell’album natalizio dello scorso anno, arricchito di 3 nuovi brani, una nuova copertina e accompagnato stavolta dall’uscita fisica in formato CD e vinile.
Il 10 giugno 2019 lancia il singolo Gli occhi del perdono contenuto in un EP con la versione in spagnolo del brano, tre remix e una versione solista 2019 chitarra, sax e voce di Festival. Il brano è scritto da Paola Iezzi con Andrea Mariano (Andro dei Negramaro) ed Emiliano Pepe. Nello stesso mese, è la madrina Bologna Pride assieme a Myss Keta, con la quale partecipa al video musicale della canzone Le ragazze di Porta Venezia - The Manifesto, pubblicato il 18 ottobre.
Il 29 novembre 2019 pubblica una ulteriore edizione dell'album natalizio, A Merry Little Christmas (Deluxe Edition), con all'interno altri 3 nuovi brani (con Saturnino al basso in Jingle Bell Rock) e una nuova copertina.
Il 10 gennaio 2020 pubblica il singolo LTM con la collaborazione di Myss Keta e il 6 luglio successivo esce il singolo Mon Amour. Nell'autunno dello stesso anno è esperta musicale nel programma su TV8 Vite da copertina con Rosanna Cancellieri. A dicembre è la protagonista di un episodio del podcast Invidia di Teresa Ciabatti.
Il 4 dicembre 2021 pubblica l’album A Merry Little Christmas (Special Edition), una nuova edizione dell’album natalizio con altri 3 nuovi brani (con il feat. de Le Sorelle Marinetti in Jingle Bells) e una nuova copertina.
Il 10 luglio 2022 canta allo stadio comunale di Bibione e il 15 e 16 a San Siro con Chiara Iezzi, Max Pezzali, Mauro Repetto, Michele Monestiroli e Daniele Moretto, riformando una parte degli 883, nelle tre date di San Siro canta Max. Il 5 agosto seguente si esibisce anche a Fermo sempre con la sorella e Jovanotti durante la data del Jova Beach Party 2022.
L’8 dicembre 2022 è giudice ospite della finale della seconda edizione di Drag Race Italia su Discovery Plus. 
Il 30 dicembre seguente Benjamin Ingrosso canta con la Royal Stockholm Philharmonic Orchestra En dag när du blir stor, nella versione in italiano Un giorno crescerai con il testo scritto da Paola, sul canale svedese TV4, registrato alla Konserthuset di Stoccolma.
Da ottobre 2023 è giudice del programma televisivo Drag Race Italia in onda sulla piattaforma streaming Paramount+ e il 13 novembre pubblica il singolo The Queens, colonna sonora dei video promo e di lancio di Drag Race Italia.
Da settembre 2024 è giudice della diciottesima edizione di X Factor, in onda su Sky. Il 5 dicembre, durante la finale, si esibisce in un medley con la sorella e presenta il suo nuovo singolo Club astronave, in uscita proprio quella notte. Nella primavera successiva collabora con Fabio Rovazzi e Dani Faiv nel brano Red Flag, che esce il 9 maggio 2025.

## Vita privata
Dal 2007 è legata sentimentalmente al fotografo e regista italiano Paolo Santambrogio.

## Discografia

### Da solista

#### Album in studio
- 2017 – A Merry Little Christmas

#### EP
- 2009 – Alone
- 2009 – Dancing Alone
- 2012 – Xcept you
- 2012 – Xcept you Reloaded
- 2013 – Se perdo te
- 2014 – i.Love
- 2016 – Lovenight
- 2018 – Ridi
- 2018 – Ridi (Remixes)
- 2019 – Gli occhi del perdono
- 2020 – LTM (Remixes) (feat. Myss Keta)
- 2020 – Mon Amour

#### Singoli
Come artista principale
- 2009 – Alone
- 2012 – Xcept you
- 2013 – Se perdo te
- 2014 – Get Lucky
- 2016 – Lovenight
- 2018 – Ridi
- 2019 – Gli occhi del perdono
- 2020 – LTM (feat. Myss Keta)
- 2020 – Mon Amour
- 2023 – The Queens
- 2024 – Club astronave

Come artista ospite
- 2012 – In adorazione di te (Stiv feat. Paola Iezzi)
- 2025 – Red Flag (Fabio Rovazzi feat. Paola Iezzi e Dani Faiv)

#### Collaborazioni
- 2010 – Malacqua, As-agua (Carlo Marrale feat. Paola Iezzi in Capo Verde terra d'amore, vol. 2)
- 2018 – Balla balla ballerino (D’Andy & Bodyles feat. Paola Iezzi in Italian Soulful)
- 2018 – Estate (D’Andy & Bodyles feat. Paola Iezzi in Italian Soulful)
- 2020 – All Fall Down (Quarantina)
- 2021 – Hoppets Dag / Hope for Heroes (Jade Ell feat. Paola Iezzi)
- 2022 – Un giorno crescerai di Benjamin Ingrosso (versione in italiano del brano En dag när du blir stor) - autrice

### Come Paola & Chiara

#### Album in studio
- 1997 – Ci chiamano bambine
- 1998 – Giornata storica
- 2000 – Television
- 2002 – Festival
- 2004 – Blu
- 2007 – Win the Game
- 2010 – Milleluci
- 2013 – Giungla

#### Raccolte
- 2005 – Greatest Hits
- 2015 – The Story
- 2023 – Per sempre

## Videografia
- 2009 – Alone
- 2009 – Io mi perdono (Alone)
- 2012 – In adorazione di te (Stiv feat. Paola Iezzi)
- 2013 – Se perdo te
- 2014 – The Time Has Come
- 2014 – Se perdo te (Nico Romano Remix)
- 2014 – Get Lucky
- 2016 – Lovenight (Lyric Video)
- 2016 – Lovenight
- 2016 – Lovenight (Baila con la luna)
- 2018 – Ridi
- 2018 – Ridi (Acoustic Version)
- 2019 – Ríes
- 2020 – LTM (con Myss Keta)
- 2020 – Santa Madonna de Le case chiuse
- 2020 – Mon Amour
- 2020 – Mon Amour (Acoustic Version)
- 2024 – The Queens (Lyric Video)
- 2024 – Club astronave
- 2025 – Red Flag (Fabio Rovazzi feat. Paola Iezzi e Dani Faiv)

## Programmi televisivi
- Canzoni sotto l'albero (Canale 5, 1992-1993) Corista
- So 90′s (MTV, 1998) Conduttrice
- Tribe Generation (Italia 1, 1999) Inviata
- I migliori anni (Rai 1, 2013) Cantante concorrente del segmento Canzonissima
- Nord sud ovest est - Tormentoni on the road (Italia 1, 2013) Conduttrice
- Quelli che il calcio (Rai 2, 2013-2014) Ospite ricorrente, deejay, cantante, inviata
- La pista (Rai 1, 2014) Coach
- Vite da copertina (TV8, 2020) Esperta musicale in 4 puntate
- Drag Race Italia (Real Time e Paramount +, 2022 e dal 2023) Giudice
- PrimaFestival (Rai 1, 2024) Conduttrice
- X Factor (Sky Uno, 2024-2025) Giudice

## Filmografia

### Televisione
- Sensualità a corte, regia di Marcello Cesena – sketch comedy, episodio 4x01 (2008)
- I soliti idioti, regia di Enrico Lando – sitcom, episodio 2x04 (2010)
- Ti amo troppo per dirtelo, regia di Marco Ponti – film TV (2014) - Cameo
- Untraditional, regia di Gianluca Leuzzi – serie TV, 8 episodi (2016, 2018)
- Estati senza fine, regia di Giuseppe Bianchi – documentario (2025)

### Videoclip
- Gente di Laura Pausini (1993)
- Favola di Eros Ramazzotti (1994)
- Musica degli 883 (1995)
- Una canzone d'amore degli 883 (1995)
- La radio a 1000 Watt degli 883 (1995)
- Fattore S degli 883 (1995)
- Gli anni degli 883 (1995)
- O me o (quei deficienti lì) degli 883 (1995)
- Non 6 Bob Dylan degli 883 (1995)
- Corre più di noi di Gianni Morandi (2005)
- Il pretesto di Peppi Nocera (2012)
- Le ragazze di Porta Venezia - The Manifesto di Myss Keta (2019)
- C'era un ragazzo che come me di Gianni Morandi (2025)

## Radio
- Hit parade live show - Palladium Live - Rai Radio 2 (1999)

## Teatro
- Ostinati e Contrari - La profezia delle onde, regia di Sebastiano Filocamo (2010-2012)

## Fotografia
- Amiche per l'Abruzzo - Pensieri e fotografie (2010) - Libro fotografico allegato al DVD Amiche per l'Abruzzo

## Opere
- Sisters. La nostra storia incredibile (Rizzoli, 2024)

## Riconoscimenti
- 2009 – Candidatura al Premio Videoclip Italiano per il video Alone
- 2009 – Candidatura al Premio Italiano Videoclip Indipendenti per il video Alone
- 2014 – 1 Nomination al La Jolla International Fashion Film Festival per la colonna sonora del corto Eliza che include la canzone Se perdo te
- 2020 – Premio Per la musica al Magna Graecia Film Festival
- 2025 – Premio Speciale Icona  ai Rainbow Awards 2024